# Torneo NSFL Tackle Élite 2013
Il Torneo NSFL Tackle Élite 2013 è stato l'11ª edizione del campionato di football americano di prima squadra, organizzato dalla NSFL.

## Squadre partecipanti
| Club                      | Città             | Stadio | Sponsor ufficiale | Risultato nella stagione 2012  |
| ------------------------- | ----------------- | ------ | ----------------- | ------------------------------ |
| Fribourg Cardinals        | Friburgo          |        |                   | Vicecampioni NSFL Tackle Élite |
| Geneva Seahawks           | Ginevra           |        |                   | Campioni NSFL Tackle Élite     |
| Geneva Whoppers           | Plan-les-Ouates   |        |                   |                                |
| La Chaux-de-Fonds Hornets | La Chaux-de-Fonds |        |                   |                                |
| La Côte Centurions        | Gland             |        |                   | Terzo posto NSFL Tackle Élite  |
| Lausanne LUCAF Owls       | Losanna           |        |                   | Quarto posto NSFL Tackle Élite |
| Monthey Rhinos            | Monthey           |        |                   |                                |
| Morges Bandits            | Morges            |        |                   |                                |
| Riviera Saints            | Vevey             |        |                   |                                |
| Yverdon Ducs              | Yverdon-les-Bains |        |                   |                                |

## Stagione regolare

### Calendario

#### 1ª giornata
| Friburgo 25 agosto 2013, ore 11:00 CEST | Morges Bandits | 10 – 45 | Riviera Saints |  |

| Gland 25 agosto 2013, ore 11:00 CEST | La Côte Centurions | 54 – 0 | La Chaux-de-Fonds Hornets |  |

| Friburgo 25 agosto 2013, ore 14:00 CEST | Fribourg Cardinals | 7 – 3 | Monthey Rhinos |  |

| Gland 25 agosto 2013, ore 14:00 CEST | Yverdon Ducs | 35 – 42 | Geneva Whoppers |  |

#### 2ª giornata
| Morges 1º settembre 2013, ore 11:00 CEST | Morges Bandits | 13 – 12 | Fribourg Cardinals |  |

| Yverdon-les-Bains 1º settembre 2013, ore 11:00 CEST | Yverdon Ducs | 0 – 54 | La Côte Centurions |  |

| Morges 1º settembre 2013, ore 14:00 CEST | Lausanne LUCAF Owls | 0 – 13 | Riviera Saints |  |

| Yverdon-les-Bains 1º settembre 2013, ore 14:00 CEST | Geneva Seahawks | 41 – 6 | Geneva Whoppers |  |

#### 3ª giornata
| Monthey 8 settembre 2013, ore 11:00 CEST | Fribourg Cardinals | 6 – 13 | Riviera Saints |  |

| Plan-les-Ouates 8 settembre 2013, ore 11:00 CEST | Geneva Seahawks | 81 – 0 | La Chaux-de-Fonds Hornets |  |

| Monthey 8 settembre 2013, ore 14:00 CEST | Monthey Rhinos | 7 – 6 | Lausanne LUCAF Owls |  |

| Plan-les-Ouates 8 settembre 2013, ore 14:00 CEST | Geneva Whoppers | 20 – 54 | La Côte Centurions |  |

#### 4ª giornata
| Losanna 15 settembre 2013, ore 11:00 CEST | Morges Bandits | 15 – 21 | Monthey Rhinos |  |

| La Chaux-de-Fonds 15 settembre 2013, ore 11:00 CEST | La Côte Centurions | 0 – 54 | Geneva Seahawks |  |

| Losanna 15 settembre 2013, ore 14:00 CEST | Lausanne LUCAF Owls | 0 – 12 | Fribourg Cardinals |  |

| La Chaux-de-Fonds 15 settembre 2013, ore 14:00 CEST | La Chaux-de-Fonds Hornets | 6 – 78 | Yverdon Ducs |  |

#### 5ª giornata
| Vevey 22 settembre 2013, ore 11:00 CEST | Morges Bandits | 7 – 31 | Lausanne LUCAF Owls |  |

| Ginevra 22 settembre 2013, ore 11:00 CEST | Geneva Seahawks | 52 – 10 | Yverdon Ducs |  |

| Vevey 22 settembre 2013, ore 14:00 CEST | Riviera Saints | 39 – 0 | Monthey Rhinos |  |

| Ginevra 22 settembre 2013, ore 14:00 CEST | Geneva Whoppers | 52 – 0 | La Chaux-de-Fonds Hornets |  |

#### 6ª giornata
| Monthey 29 settembre 2013, ore 11:00 CEST | Morges Bandits | 6 – 48 | Riviera Saints |  |

| La Chaux-de-Fonds 29 settembre 2013 | Yverdon Ducs | 48 – 18 | Geneva Whoppers |  |

| Monthey 29 settembre 2013, ore 14:00 CEST | Monthey Rhinos | 8 – 7 | Fribourg Cardinals |  |

| La Chaux-de-Fonds 29 settembre 2013 | La Chaux-de-Fonds Hornets | 0 – 1 (d.g.s.) | La Côte Centurions |  |

#### 7ª giornata
| Friburgo 6 ottobre 2013, ore 11:00 CEST | Fribourg Cardinals | 40 – 20 | Morges Bandits |  |

| Gland 6 ottobre 2013 | La Côte Centurions | 18 – 7 | Yverdon Ducs |  |

| Friburgo 6 ottobre 2013, ore 14:00 CEST | Lausanne LUCAF Owls | 21 – 28 | Riviera Saints |  |

| Gland 6 ottobre 2013 | Geneva Seahawks | 1 – 0 (d.g.s.) | Geneva Whoppers |  |

#### 8ª giornata
| Ginevra 13 ottobre 2013, ore 11:00 CEST | Geneva Seahawks | 105 – 0 | La Chaux-de-Fonds Hornets |  |

| Ginevra 13 ottobre 2013, ore 14:00 CEST | Geneva Whoppers | 46 – 37 | La Côte Centurions |  |

#### 9ª giornata
| Morges 20 ottobre 2013, ore 11:00 CEST | Morges Bandits | 0 – 6 | Monthey Rhinos |  |

| Yverdon-les-Bains 20 ottobre 2013, ore 11:00 CEST | La Côte Centurions | 7 – 64 | Geneva Seahawks |  |

| Morges 20 ottobre 2013, ore 14:00 CEST | Fribourg Cardinals | 6 – 11 | Lausanne LUCAF Owls |  |

| Yverdon-les-Bains 20 ottobre 2013, ore 14:00 CEST | Yverdon Ducs | 106 – 0 | La Chaux-de-Fonds Hornets |  |

#### 10ª giornata
| Losanna 27 ottobre 2013, ore 11:00 CEST | Lausanne LUCAF Owls | 0 – 16 | Morges Bandits |  |

| Losanna 27 ottobre 2013, ore 14:00 CEST | Monthey Rhinos | 0 – 28 | Riviera Saints |  |

### Classifiche
La classifica della regular season è la seguente:
- PCT = percentuale di vittorie, G = partite giocate, V = partite vinte, N = partite pareggiate, P = partite perse, PF = punti fatti, PS = punti subiti
- La qualificazione ai playoff è indicata in verde

#### Girone Est
| Pos. | Squadra             | PCT   | G | V | N | P | PF  | PS  |
| ---- | ------------------- | ----- | - | - | - | - | --- | --- |
| 1    | Riviera Saints      | 1.000 | 7 | 7 | 0 | 0 | 214 | 43  |
| 2    | Monthey Rhinos      | .571  | 7 | 4 | 0 | 3 | 45  | 102 |
| 3    | Fribourg Cardinals  | .429  | 7 | 3 | 0 | 4 | 90  | 68  |
| 4    | Lausanne LUCAF Owls | .285  | 7 | 2 | 0 | 5 | 69  | 89  |
| 5    | Morges Bandits      | .250  | 8 | 2 | 0 | 6 | 87  | 203 |

#### Girone Ovest
| Pos. | Squadra                   | PCT   | G | V | N | P | PF  | PS  |
| ---- | ------------------------- | ----- | - | - | - | - | --- | --- |
| 1    | Geneva Seahawks           | 1.000 | 7 | 7 | 0 | 0 | 378 | 23  |
| 2    | La Côte Centurions        | .625  | 8 | 5 | 0 | 3 | 225 | 171 |
| 3    | Yverdon Ducs              | .429  | 7 | 3 | 0 | 4 | 284 | 190 |
| 4    | Geneva Whoppers           | .429  | 7 | 3 | 0 | 4 | 184 | 216 |
| 5    | La Chaux-de-Fonds Hornets | .000  | 7 | 0 | 0 | 7 | 6   | 477 |

## Playoff

### Semifinali
Le semifinali avrebbero dovuto essere giocate il 3 novembre 2013 (inizialmente previste a Plan-les-Ouates, poi spostate a Ginevra), ma sono state annullate per impraticabilità di campo.
Il programma prevedeva alle 11:00 l'incontro fra Geneva Seahawks e Monthey Rhinos e alle 14:00 quello fra Riviera Saints e La Côte Centurions.

### Finale 3º - 4º posto
| Thonon-les-Bains 10 novembre 2013, ore 11:00 | Monthey Rhinos | 1 – 0 (d.g.s.) | La Côte Centurions | Stade Joseph Moynat |

### IX NSFL Bowl
| Thonon-les-Bains 10 novembre 2013, ore 17:00 | Riviera Saints | 11 – 32 | Geneva Seahawks | Stade Joseph Moynat |

## Verdetti
- Geneva Seahawks Campioni NSFL Tackle Élite 2013